# Gino Cacchioli
Gino Cacchioli (Londra, 11 giugno 1925 – Parma, 31 agosto 1981) è stato un politico italiano.

## Biografia
Esponente emiliano della Democrazia Cristiana, viene eletto senatore alle elezioni politiche del 1972. Conferma il proprio seggio a Palazzo Madama anche dopo le elezioni del 1976. Durante quella legislatura fa parte, come sottosegretario al Ministero dell'Agricoltura delle Foreste, del Governo Andreotti IV e V.
Viene rieletto al Senato anche nel 1979. Muore a 56 anni, il 31 agosto 1981, da senatore in carica. Prende il suo posto Armando Foschi.